# Pla del Camp Gran
El Pla del Camp Gran és una plana agrícola dins del municipi de Bigues i Riells, al Vallès Oriental, a cavall dels territoris dels pobles de Bigues i de Riells del Fai. És a la part occidental del terme, al nord-est de la urbanització dels Saulons d'en Déu, en el vessant de ponent del Turó del Camp Gran.